# نیکولا پوزی
نیکولا پوزی (انگلیسی: Nicola Pozzi؛ زادهٔ ۳۰ ژوئن ۱۹۸۶) بازیکن فوتبال اهل ایتالیا است.
از باشگاه‌هایی که در آن بازی کرده‌است می‌توان به باشگاه فوتبال پارما، باشگاه فوتبال کیه‌وو ورونا، باشگاه فوتبال روبور سیه‌نا، باشگاه فوتبال سمپدوریا، باشگاه فوتبال دلفینو پسکارا، باشگاه فوتبال چزنا، باشگاه فوتبال امپولی، باشگاه فوتبال آ.ث. میلان، باشگاه فوتبال ویچنزا، و باشگاه فوتبال ناپولی اشاره کرد.
وی همچنین در تیم ملی فوتبال زیر ۲۱ سال ایتالیا بازی کرده‌است.